# قرية شهاب (صباح)

تعديل مصدري - تعديل

قرية شهاب هي إحدى قرى عزلة صباح بمديرية صباح التابعة لمحافظة البيضاء، بلغ تعداد سكانها 767 نسمة حسب تعداد اليمن لعام 2004.